# 神谷明
神谷 明（かみや あきら、1946年〈昭和21年〉9月18日 - ）は、日本の声優、俳優、歌手、ナレーター、元日本工学院専門学校声優・俳優科講師。神奈川県横浜市出身。
妻は元声優の戸部光代、長女（1981年9月11日生）はシナリオライターの華宮ゆう士、次女はミュージカル女優の神谷たえ。有限会社冴羽商事代表取締役。

## 来歴

### 生い立ち
誕生時は神奈川県横浜市港北区の妙蓮寺で産声をあげたという。幼少期、父親が営んでいた家具製造工場が倒産したことで両親が離婚。母親に引き取られ、母と弟一人の家庭に育つ。その頃、アニメより漫画本に熱中していたという。必死で働く母を助ける日々だったため学校も転々とする中（親の離婚後から鶴見区で暮らした後、小学5年生の時に蒲田に転居）、横浜市立青木小学校、東台小学校から転入した東京都大田区の相生小学校の大先輩に俳優の小沢昭一が居たことが神谷を演劇の道へと向かわせることとなった。
その後、御園中学校を経て「高校を卒業したら自分が働いていて家族を支えよう」との思いから東京都立芝商業高等学校へ入学。高校1年生の時に、珠算部に所属していたが、友人に「メンバーが足りないから」と誘われ演劇部に入部した際、「神谷って良い声してるよな」と言われたことがきっかけで俳優を目指す。その時は演じることが好きで、その思いだけで「食える」と思ってたという。なお、この時同じ学校の同級生で、同じく演劇部に所属していた部員に、後に神谷が声優業界に誘う事になる声優の佐藤正治がいた。

### キャリア

#### 活動初期
高校卒業後、飲食店勤務や歌手の付き人を経て、横浜の劇団「かに座」へ入団。アマチュア劇団だったため平日は会社に勤め土日に活動するが、改めてプロになりたいと考えたことで、1970年に劇団テアトル・エコーへ入団。このことを、将来の展望もなしに飛び込んでしまったが、そういう意味では、兄弟、親には、「ずいぶん精神的な負担をかけたんじゃないかな」と語る。テアトル・エコーは声優としても活動する人物が多く、その流れで神谷も声優としての活動を開始した。後に「ほかの劇団に入っていたら、30歳前に辞めていると思うんです」と語っている。事務所はその後、青二プロダクション、ぷろだくしょんバオバブ、東京俳優生活協同組合、アップス、青二プロダクション、コアミックスを経てフリーとなり、現在は有限会社冴羽商事代表取締役。

#### 声優等として
1970年、テレビアニメ『魔法のマコちゃん』の千吉役でアニメ声優デビュー。当時は中々慣れておらず、マイクの前に寄って行けなかった。先輩が立ったりしていたためマイクが恐く、逆に自分がマイクの前で発声していると「早く場所をどけ」と言われたりするなど、大変だったという。1978年時のインタビューでは、先輩はその行為に関しては「教えこもうという、言ってみれば暖いムチだ」と全く悪気がなかったらしいが、このことについてはとても感謝しているといい、「本当にありがたいな」と振り返っているという。初レギュラーは『赤き血のイレブン』のヤシマサスケ役。初主演は『バビル2世』のバビル2世役で、彼のトレードマークの「叫び」もこの作品で体得した。
以後、『ゲッターロボ』（1974年）や『勇者ライディーン』（1975年）など主にロボットアニメ作品で主役を多く担当し、声優として一気に存在感を増した。これらの作品のクライマックスで必殺技を叫び続けたことから、一部では「叫びの神谷」と呼ばれた。この頃から声の仕事が増えたが、舞台公演のキャスティングから漏れるようになったことで悩んだ末、声優業に専念することを決意しテアトル・エコーも退団した。
1970年代後半からアニメブームが興り、同時期に起きた声優ブームでは中心的存在となり、“ 声優界のプリンス ”といったキャッチフレーズと共にアニメ雑誌で表紙やグラビアを飾るなどアイドル的な人気を博した。1979年から約1年間、『神谷明のオールナイトニッポン』のラジオパーソナリティーを担当し『オールナイトニッポン』初となる声優のレギュラーパーソナリティとなった。同年にアニソン以外の楽曲「マイ・ウェイ」でのレコードデビューや、5月には日本劇場（現・有楽町マリオン）で声優としてただ一人ワンマンショーを開催するなど、これらも声優として初である。直前の春休みには日劇と青二プロダクション主催の声優イベント「Voice.Voice.Voice」が人気を博し、日劇での前売り券発売日には神谷本人の来場もあって数寄屋橋交差点までの長蛇の列ができた。また、声優として初めてブロマイドが発売された。
1980年代には『週刊少年ジャンプ』連載漫画のアニメ化作品に多数出演し、『キン肉マン』、『北斗の拳』、『シティーハンター』などでは主演を務めた。また、これらの作品が神谷の代表作として紹介されることも多い。
アニメージュで開催されているアニメグランプリ声優部門（男性）にて、通算11回に渡りグランプリを受賞している。
1995年の阪神・淡路大震災の際にはチャリティとしてユニット「WITH YOU」を結成。そのリーダーを務め、「ふれ愛コンサート」でも活動。声優など多数の参加を得る。チャリティーイベントはその後も2004年の新潟県中越地震、2011年の東日本大震災、2018年の西日本豪雨など、大きな災害が起こるたびに各地で開催された。
2000年、『少年ジャンプ』連載作品の原作者である漫画家らが集英社から独立して設立した編集プロダクションのコアミックスに出資、2004年末まで役員を務めていた。

### 現在まで
2017年1月9日、テレビ朝日にて放映された『人気声優200人が本気で選んだ!声優総選挙!3時間SP』で第22位に選ばれる。
現在は声優業の他に司会、ラジオCMやゲーム音声の製作、コンサート・イベント運営、講演会など幅広い活動をしている。

## 特色・人物
声種は「明るく澄んだハイバリトン」。声域はG - F。幅広い役どころを持ち、高音から低音まで使い分ける。
神谷本人によると、最初は少年役から始まり、『うる星やつら』で「二枚目と三枚目の同居した」面堂終太郎役を演じたことが『キン肉マン』の主演へとつながったといい、その後『シティーハンター』の冴羽獠役が「集大成」となったという。
テアトル・エコー時代から、人間的に愛すべきキャラクターやギャグを演じたいと思っており、面堂を演じていた時には「あんなかっこいいのに、バカだこいつ」と感じ、嬉しかったという。三枚目を演じたいという夢は『キン肉マン』で実現し、もう一つの渋い二枚目を演じるという夢は『北斗の拳』のケンシロウ役で実現することになった。
遡って第2次声優ブームを牽引する人気声優となってからしばらくは、人気に実力が追いつかない時期が続いた。当時ニ枚目の主役を張りながら、自分が手本にしてきた先輩声優たちのレベルにまだまだ達していないことに悩んでいたという。1981年の『うる星やつら』の面堂終太郎役で三枚目の芝居を思い切り演じたことが悩み払拭に繋がった。その後『キン肉マン』や『北斗の拳』などでさらに演技の幅を広げていったことで、名実ともに声優界のトップランナーとなった。
『超スーパーカー ガッタイガー』のエリック・ベルゲン役で初の悪役を担当。1999年には特撮ドラマ『ボイスラッガー』に敵組織の幹部キャラクター「将軍γ」役として素顔で出演したこともあった。
吹き替えでは、海外ドラマ『探偵レミントン・スティール』や『007』シリーズ、『ダンテズ・ピーク』などでピアース・ブロスナンの初期作品を担当した。ブロスナン主演作は主に田中秀幸（神谷とは『ドカベン』以後たびたび相棒役で共演）に引き継がれ、ジェームズ・ボンド役をビデオ／テレビ版で分け合ってもいる。
CMやバラエティ番組などでナレーションを手がけることも多い。代表的なものは、「スーパー戦隊シリーズ」枠を中心に放送されている東京ドームシティアトラクションズ（旧後楽園ゆうえんち）のヒーローショーのCMであり、1985年より20年以上にわたってナレーションを担当。
1970年代から80年代に活動した声優バンド・スラップスティックに、結成当初はベーシストとして在籍していた。だがスケジュールの多忙や、本来アマチュアとして和気藹藹と楽しんでいた演奏がプロの活動としてプロデュースされることに懸念を示し、脱退している。
2017年まで日本工学院専門学校（蒲田校・八王子校）で講師を務めていた。教え子には新谷良子、清水愛などがいる。高校進学前の新谷がもう一つ、思い直したきっかけで雑誌『アニメディア』の中で神谷のインタビュー記事に、「今、やれることをしておきなさい」という言葉があり、すごく心に残り、「やっぱりちゃんと高校へ行こう」と思い直したと語る。新谷が専門学校の体験入学時に神谷と出会い、あまりアニメなど無知だった新谷の母でも、神谷は知っていたと語る。新谷が専門学校に入学して最初に神谷に「とにかく大声出せ」と言われた言葉が印象的だった。新谷は大声を出すと、とりあえず緊張が取れるようになったと語る。新谷は専門学校在学中にラジオにも出演されたりしていたが、番組アイドル募集と書かれた告知を見たため、「アイドルは考えられないな」と思い、当初は応募しようとしなかった。しかし神谷が「応募してみろ」と背中を押して新谷は「それならがんばってみよう」と応募したと語る。
HTB制作の深夜バラエティ番組『水曜どうでしょう』の大ファンである。
趣味は写真、狂言、ドライブ、パソコン。

### 仕事に対する姿勢
「声優」と呼ばれることについて、当初は舞台俳優出身だったことから抵抗があったが、キャリアを積むうちに抵抗は消えプライドを持つようになったという。また、声優呼ばわりを嫌悪する人物に対して「"声優ではなく俳優"と言ったところで、実際に自らの生計を立てたのが声の仕事なら、それはやっぱり『声優』なんです。自分でいくらそう言ったってプライドだけの問題。そんなプライドは持たない方がいい」と発言している。ただし、声優志望者に対しては「基本の演技がしっかりしていないと、後で自分が困る」「声優としての独特な演技法があるように思われがちですが、それはまったく間違いで、基本的に俳優と同じ。できれば自分の体を使って表現できることを、しっかり学んでほしいと思います」と語っている。
また、古川登志夫によると「第二次アニメブームが起きる前の先輩方の中には、“声の仕事は俳優として食えない連中がやるもの”という雰囲気があった。でもアニメブームで声優の仕事が増えてきた頃、神谷さんは僕にこう言ったんです。『音楽活動が中心の人は周りからミュージシャンと呼ばれる。声の仕事が中心の自分たちが声優と呼ばれて何を恥じることがあるんだ』と」。
仕事に対する姿勢や演技に関しては、ブログやインタビューなどで多くの先輩や声優仲間から影響を受けていることを明かしている。特に、テアトル・エコー所属時代に指導を受けた山田康雄や納谷悟朗、熊倉一雄などの名前が挙がることが多い。
声優としての醍醐味は「姿形にとらわれず、動物・植物・鉱物・空気・天体に至るまで、森羅万象あらゆるものに変身できる」ことだといい、それが一番楽しいところだと述べている。
アニメでの役作りについては、台本でイメージだけを作り、絵を見た第一印象で声を決めるという。
生涯現役でいたい趣旨の発言をしている。

### 交友関係
槐柳二とは近所付き合いで、若い時に仕事先を推薦してもらったことがある。
古川登志夫とは共演が多く、『うる星やつら』『北斗の拳』など様々な作品でライバル役を演じたことで、互いに「戦友」と呼びあっている。
内海賢二のことは「大好きな先輩」、「本当に可愛がっていただきました」と語っており、数多くの作品で共演した。内海の訃報の際には「時には厳しく、また時には優しく、人としての生き方も教えてくださいました」「『北斗の拳』の収録で、人間として、役者として大きく成長出来たのは内海さんのおかげ」と感謝の言葉を述べている。
たてかべ和也のことは「新人のころから兄弟のように接していただきました」「カベさんから後輩を大事にすることを学びました」と語っており、プライベートでも事あるごとに相談をしていたという。神谷本人によると、後年たてかべに「僕が新人の頃、どうしてあんなに良くしてくれたんですか？」と聞いたところ、「おまえはな、子供の頃から苦労してきただろう？そいつがどこまで頑張るか、オレは見たかったんだよ」と告げられたという。
富田耕生とは『ゲッターロボ』の時からレギュラーで共演しており、神谷は前述のとおり父がいないことから、富田を「オヤジ」と呼んでいた。
富山敬とは『ふしぎなメルモ』で始めて共演させてくれた時の印象が鮮明に残っており、それ以降の『バビル2世』、『荒野の少年イサム』を演じる時の支えになっていたという。
好きな先輩俳優としては富山、八奈見乗児、富田などがおり、1978年時点ではそれらの人物たちの芝居を見て、いつも「何か盗んでやろう」と思っているという。
社会風刺コント集団「ザ・ニュースペーパー」の浜田太一は友人で、1995年からの神谷の復興支援活動にも参加している。また、お互いにカメラが趣味なため、プライベートで撮影旅行に行くなどしている。
つボイノリオとは1977年頃にニッポン放送「つボイノリオのオールナイトニッポン」のゲストとして当時大ファンだった榊原郁恵が出演すると、「つボイANN」の構成作家でもあった西ゆうじから聞いてスタジオに行った所飛び入り出演することになり、そこで意気投合して以来の友人である。その後NHK「プリンプリン物語」でも共演した。また榊原とはその後1978年10月から同じニッポン放送でスタートした「郁恵と明の娘ざかり青春ベストテン」で共演、このつボイANNがその“縁結び”をしたという格好になった。なお神谷がフジテレビ「森田一義アワー 笑っていいとも!」のテレフォンショッキングにゲスト出演した際、次の友達は誰にするかスタッフに事前に聞かれ神谷は「つボイノリオさん」とした所、スタッフに「他にいませんか？」と言われてしまった。

## エピソード

### ロボットアニメ
『勇者ライディーン』と『闘将ダイモス』では声を潰した経験をもち、神谷は「全力で芝居したのだと思うし、思い入れが深い」と語っている。後に『アニメディア』の連載で「今でも『ライディーン』のひびき洸の声を出せますか？」という質問が来た際は「出来るが、いい後進がいれば任せたい」と回答している。『ライディーン』後半の戦闘シーンでは、叫びっぱなしだったため、最後の「ゴッドバード！チェンジ」の台詞のみは、やむなく本人の声を録音したものを毎回用いるようにしていたという。
「スーパーロボット大戦シリーズ」では多くの作品で神谷の演じたキャラクターが登場しており、音声付の作品ではほぼ毎回収録に参加。また担当キャラクターが多いことから収録を2回に分けたり、「ゲームだから一番いい声を残したい」と「ゲッタービーム！」と30回も言い直したという逸話もある。また『スーパーロボット大戦F』発売時には神谷自身が顔出しでテレビCMに出演したこともある。
1998年に発表されたOVA作品『真（チェンジ!!）ゲッターロボ 世界最後の日』はリメイク作として主要キャストは総入れ替えとなったが、冒頭ナレーションという形で神谷のみが参加。神谷は、かつての役とは異なるが思い入れ深い作品に参加できたことが非常に感慨深いと述懐している。

### キン肉マン
『キン肉マン』では、あえてダミ声で三枚目キャラのキン肉スグルを演じた。このコミカルな演技の手本になったのは、駆け出しの頃に影響を受けた先輩声優・熊倉一雄の芝居である。この作品で自らも楽しみながら演じることで、他の作品でアドリブも自然に入れられるようになった。
1話から録り始めた頃はスグルがスーパー超人でないドジな性格からスタートし、そこから他の超人たちと関わりキャラが作られていったが、シリアスの中にもギャグがあったため救われた、息抜きができたと語っている。また、それまでは高めの声の二枚目役が多かったが、スグル役をやりながら低く渋い声や芝居ができるようになったという。
スグル役はギャグの演技が多いため声を出すのが大変だったといい、あくる日喉が使い物にならなくなったこともあった。またアドリブは最初は入れられなかったが、徐々に泣き声や掛け声などを入れられるようになった。
放送当時にスピード違反で警察にお世話になったことがあり、スグルの声をやってみたが許してもらえなかったことがある。
2002年のアニメ『キン肉マンII世』で登場した持ち役のキン肉スグル役は、神谷ではなく古川登志夫が演じた。これに、ファンからオファー辞退や体調不良など様々な憶測が飛び交うことになったが、2007年2月3日の『青春ラジメニア』にゲスト出演した際にこの件に触れ「製作側の予算の都合。好きなキャラなので、やりたくないわけでは決してない」とこれらの憶測を否定している。これは声優のアニメ出演ではギャラの額の決定に際して「ランク制」という規定が適用されることから、上位ランクでギャラ単価の高い神谷が「自分が出演したいから」「自分がやっていた役だから」という理由でギャラを制作側の予算に合わせる形で規定額から勝手に下げてしまうと、ランク制のシステムの関係で自動的に他の全出演者のギャラ単価にも軒並み大きな悪影響を及ぼしてしまうため、そのような無理な出演はできないという意味であり、すなわちアニメ制作者側の予算と声優業界のシステム面に起因する事情が声優交代の理由であったということを示している。また、1980年代の声優の地位・収入の向上の活動に携わった世代の一員であった関係上、同輩や後進に負担を掛ける無理な出演はなおさらにできないことだった。なお、予算が十分に確保されていた同作の映画版ではスグル役で出演を果たしている。
2024年に放送される『キン肉マン 完璧超人始祖編』ではスグル役は宮野真守に交代しているが、原作者のゆでたまごから「一緒にやってきた神谷さんをここで放り出す訳にはいかない」と手紙をもらい、神谷は父のキン肉真弓役、師匠のプリンス・カメハメ役で出演することになった。

### 北斗の拳
『北斗の拳』のケンシロウ役のオーディションでは、格闘シーンの甲高い声での“アタタタタッ！”の掛け声を披露。オーディションの数日前からブルース・リーの映画を見てかけ声を研究し、近所迷惑にならないよう布団に潜って何度も練習して会得した。ケンシロウ役のオーディションでは古川登志夫も参加していたが、神谷の“アタタタタッ”のかけ声を聞いた瞬間「僕は負けたな」と思ったという。古川は後日、神谷から上記のかけ声の研究と練習の話を聞き、「自分がやりたい役を必死で勝ち取ろうとする神谷さんの姿勢と努力を見習おうと思った」と回想している。
『北斗の拳』放送初日を神谷は『オヨネコぶーにゃん』収録スタジオで迎え、収録が終わった待合室のテレビで『北斗の拳』が始まった。それを観た共演者はオヨヨと似ても似つかぬケンシロウの声が神谷のものと判らず動揺し、その様子を内心喜んで眺めていた。北斗百裂拳など技を披露する際「あたたたた……」の叫びの最後はアドリブで「終わった（ほわたぁ〜と聞こえる）」と叫んでいた。神谷によれば、これは非常に喉に過酷で甲高い声を出すのが大変だったため「あー、今日も本当に疲れたな。これで（仕事が）終わったな」という意味を込めたアドリブだったといい、当時は多忙のためそうした遊びを入れないとやってられないほどだったという。
ラジオ関西の番組『ピクチャーランドCLUB』にゲスト出演した際の「北斗百裂拳の声をどのようにして出しているのか」というリスナーからの質問に対しては「自分の大切なものが無くなって見つからず、ずーっと探していたが見つからず、それがある時机の裏から見つかった時に『あったぁ!』という声を何度も繰り返している」と答えている。
なお、『シティーハンター』原作には冴羽獠がケンシロウの真似をする場面があるが、TVアニメ化では全体的に原作の要素がそぎ落とされ、当該の描写も実現しなかった（アニメ版１期第23話に相当）。

### シティーハンター
『シティーハンター』の冴羽獠については、「自分が今まで演じた中で、一番好きなキャラクター」だと公言している。理由は「ヒーロー、二枚目、三枚目とそれまでで演じていた役柄を全部受け入れてくれるから」と述べており、2022年には「素晴らしい先輩から教わって培ったものが、すべて帰結している。声優としてすべてを注ぎ込んだ役。出会えて本当に幸せ。冴羽獠は自分自身であり、そうありたい自分でもある。冴羽獠は神谷明そのもの、と言っても間違いない」と語っている。
当初、獠役には同じ北条司原作の『キャッツ・アイ』で内海俊夫を演じた安原義人にほぼ決まっていたが、安原が出演していた刑事ドラマ『ジャングル』のスケジュールの関係で神谷に話が行ったのだという。集英社側は当初、複数のジャンプアニメの主役を掛け持ちしていた神谷の起用に難色を示したが、集英社近くで仕事があった神谷がついでに社内のジャンプ編集部を訪問、編集長から「シティーハンターなんだけどやりたい?」と聞かれ、「そりゃあやりたいですよ!」と申し出たことで起用が決まった、とのこと。
神谷演じる獠は、男性からも女性からも好かれるヒーローとなり、放送後は毎週番組宛に段ボール箱いっぱいのファンレターが届いたが、その9割が女性からだった。
神谷の事務所「冴羽商事」の名前も冴羽を演じたことに由来している。事務所の設立には原作者の北条から名前の使用許可を得ているが、当の北条は本気だと思っていなかったらしく、設立の報告に行ったところ「エッ、本当につけたの？」と驚かれたという。
フランス制作による2019年の実写映画『シティーハンター THE MOVIE 史上最香のミッション』の吹き替えでは、獠ではなく別の役でゲスト出演した。これについて、当初は獠役のオファーを受けていたが、「大変ありがたい話」としながらも、実写作品とアニメ作品は異なることや「これは今の僕では演じきれない」と考え辞退したことを明かしている。なお、獠役はアニメ版に複数回のゲスト出演経験があり、同年公開の『劇場版シティーハンター 〈新宿プライベート・アイズ〉』の打ち上げの席で、オファーを受けて欲しいと直々に頼んだ山寺宏一となった。
2022年に劇場版新作の製作が決定した際、「神谷明抜きでは、シティーハンターはできない」という製作陣の総意から発表前に出演できるかの問い掛けが神谷にあったといいい、神谷はこれに嬉しさと責任感を感じたことを明かしている。一方で、平均年齢70歳を超えたもののレギュラーキャストが全員現役で交替など無く集まった事の感慨も語った。
鈴木亮平主演による2024年の実写映画版では、声のみではあるがアナウンサー役として出演している。

### 高橋留美子作品
高橋留美子にその声を気に入られており、『うる星やつら』の面堂終太郎や『めぞん一刻』の三鷹瞬の声を演じている。
『らんま1/2』への出演はなかったが、作品の後期にはいくつか神谷のために用意されたキャラクターが登場した。

### 名探偵コナン
『名探偵コナン』の毛利小五郎役は、プロデューサーが過去に出演した『シティーハンター』『YAWARA!』と同じ諏訪道彦であり、番組を始める際に「神谷さんと一緒にやった番組は長く続く」と神谷の顔と名前が浮かんだ諏訪によるキャスティングだったという。
小五郎役について神谷は、「『シティーハンター』で自分の思いを第一段階としてクリアできた」後に始まったことから、新しい自分を作っていこうと意気込み、楽しみながら演じていたという。
演技については、先輩の納谷悟朗が演じた銭形警部を参考にしたといい、ギャグとシリアスな部分がハッキリした役であることを意識して演じていたという。また、小五郎の声質については「小五郎の年齢設定は38歳だが、現実であんな声の38歳はほぼいない」と冗談交じりに語っている。
『名探偵コナン』に出演していた時、小嶋元太役、高木渉役の高木渉のことを見ていた。2018年時点で高木は「嬉しいけど、怖いなあ」と言っていた。神谷は高木について「毎回、なんとかリアルに役を表現しようとしてるなー、でも的に当たってねえんだろうな」というのもわかっていた。神谷が15年ぐらい演じていた最終盤はもうバッチリであったという。神谷は高木について器用そうに思われていたが、コツコツ積み上げていくタイプだとわかり、「やっぱり舞台とかをやってきたことが花開いたんだなぁ」と思い感動していたという。
2009年9月18日、前日をもって小五郎役を解任させられたことを自身のブログにおいて発表。詳細には触れず、『名探偵コナン』という作品自体には無関係で「契約上の問題と信・義・仁の問題」であるとし、原作者の青山剛昌・共演者・APUスタジオ・読売テレビ・小学館に対しお詫びと長年の愛顧についての感謝の言葉を述べた。発表後、具体的な理由が明かされなかったことでファンの間では様々な噂や憶測が飛び交い、翌19日、契約交渉の相手である制作会社の人物が「守秘義務の生じる契約内容」を音声制作・俳優団体や共演者の一部に「悪意を持って伝え」「帰る場所」を奪われたことで降板を決めたが、発表前にその人物がネットに降板情報をリークしたことで「ばかばかしさを覚え」、別の人物に役の復帰と仲裁を担ってもらったが叶わなかった、と自身のブログに投稿した。なお、この投稿は20日に削除している。その後、日本俳優連合を退会していた神谷が個人で出演料の交渉をし、出演作品の二次使用料などをめぐる交渉で折り合いがつかずこの結果になったとの報道があった際は「報道自体間違いではありません」とコメントしている。
諏訪をはじめとする『名探偵コナン』の直接のスタッフやメインキャストとの交友は降板後も続いており、『コナン』はこれからもずっと続いて欲しいことと、番組からひとまず離れたが応援団として変わらず支え続けている旨を何度か明かしている。また、後任となった小山力也には交代時にエールを送り、2010年4月には改めて会食して正式にバトンタッチとアドバイスが完了したことを発表している。
2019年4月公開の劇場版『名探偵コナン 紺青の拳』の予告映像の一つに、『北斗の拳』とのコラボという変則的な形式でケンシロウ役にてナレーション出演し、10年ぶりに『名探偵コナン』への参加が実現した。

### その他のエピソード
高校卒業後、当初はコックを目指してレストランに就職したが、商業高校出身ということで半年後に経理に回された。「これが自分のやりたい仕事なのか？」と疑問を感じながら働いたことで胃下垂を患い、半年ほど養生している間に職場の席がなくなっていたという。
ラーメン屋をしていた時期もあり、店を開くのにあたり、親戚のラーメン店で2ヶ月間修行していた。ラーメン店は母親と出店していたが、人が少ない地域であっため、数年で閉店したという。
長女の命名は妻と揉めたが実母と義母が名付けようとしたことがきっかけで二人で考えて命名した、男だったら「雄太」にするつもりだった。
数か月間ではあるが有名歌手の霧島昇の付き人をしていた時期がある。
サラリーマン時代、横浜市にある貿易商社に職を得て、配送係の運転手から始まり、商品管理の倉庫番、営業事務へと出世はしたが、もっと儲けたくてその会社を退社したという。別荘地を売る不動産屋で「ガバッと儲けてやるぞ」と飛び込み、持ち前のバイタリティで駆けずり回っていたこともあった。当時は22、23歳で張り切ってみたところで、「はいよ」と大金はたいしてくれず、一軒売ったところで辞めたという。その他、アイスクリームの配達員、ガス器販売員、造船会社の弁当屋と、様々なアルバイトを転々としながら養成所の学費を稼ぎ始めたという。その後、化学雑巾リース会社の配達員となり、給料を貯えていたという。
『かに座』退団後、家計のことが気がかりだったが母にプロの役者になりたいことを伝えた際「自分で選んだ道だから頑張んなさい」と言われたという。後に、当時は今以上に役者になることが困難だった時代で、本来なら冒険できない立場だったことから「自分が母の立場だったら、泣いて止めたかもしれない」と述懐している。
テアトル・エコーの研究生時代の1970年春、劇団は自分の好きな井上ひさしの作品を次々と上演しており、「俺にぴったりの劇団だ。俺の本当の人生が、今日から始まるのだ」と思った。その後、訓練が始まって驚き、前述のとおり、高校演劇でも活躍し、アマチュア劇団でも舞台に立ち、「いっぱしの役者だ」と思っていた。しかし台詞を言えばひと言ひと言直され、動けば、「貴様はロボットか」と怒鳴られるなど、先輩の熊倉、納谷、槐らの指導は厳しかったという。芝居を離れて劇団近くの飲み屋で一杯やる時の先輩たちは、優しく後輩の話を親身になり耳を傾けてくれて「ああ、これが役者なんだ、これが劇団なんだ」と改めて演劇の世界に身を投じた喜びを噛みしめていたという。また、山田も役者業に厳しい人物として有名であり、神谷は「山田さんは、よく即興劇の指導をしてくれました」と述べた上で、「中途半端に上っ面だけなぞっていると『お前ら、浅草に売るぞ！』と叱咤されましたよ」と振り返っている。
研究生になり初めて芝居だけしていたのでは収入はいつまでたってもゼロでラジオ、テレビから収入が得られるようになければ、俳優としても生活していくことはできないとわかった。研究生になってから6カ月目、1970年10月、フジテレビの早朝番組の台詞のない端役で初めてテレビの仕事をくれた。その時は初めてくれたギャラ袋の重みを、忘れることができなかったという。
声優デビュー作のアニメ『魔法のマコちゃん』について、本人は以下のように回想している。「この作品のアフレコの現場では右も左も分からず、僕は後ろの方でセリフを喋っていたんです。すると“そんな所で何やってんだ！”って先輩たちにマイクの前まで突き飛ばされてね。セリフを言ってその場で反省していると、今度は“終わったら早くどけ！”とド突かれた。こんなんじゃもう使ってもらえないなと落ち込んだのが、声優デビューの思い出ですよ」。
売れっ子の神谷は歯を治療した直後の当日に仕事をしなければならなかったこともあった。しかもスタジオ入りの途端麻酔が再び効きだし、『プリンプリン物語』のタイトルを「フリンフリン物語」としか言えず、危機に陥った経験がある。
かつては稀代の雨男として名を馳せた。イベントにおいてはそれまで快晴だった空が神谷が登場するや否や雲が差し掛かり、そのまま雨が降ってきたという事態も一度や二度ではなかった。
『神谷明のオールナイトニッポン』では「ギネスに挑戦!」というコーナーをやっていたが、コミックシンガーソングライターとして知られる嘉門達夫（当時は笑福亭鶴光の弟子だったため「笑福亭笑光」という名前だった）が類似コーナーを『MBSヤングタウン』でやっていたことで知り合いになり、そのまま親交を持っている。
多くの著名声優が在籍していたことでも知られる劇団薔薇座では、神谷は正規の座員ではなかったものの大道具のアルバイトをしていたといい、その流れでテレビ局やザ・ドリフターズのコント番組の舞台転換のアルバイトをしていたという。ただし薔薇座の座長であった野沢那智は当時神谷がアルバイトをしていたことは知らなかったという。
立ち食いそばが大好物でとてもうるさい。そのため「山手線全駅の立ち食いそばを制覇している」といわれていたが、後に「結構制覇しましたけど全駅ではないですね」とこのことを否定している。
神谷浩史とは、同じ名字でなおかつ職業も同じであるものの、縁戚関係は一切ない。ただし、浩史はラジオなどで明を「僕のお父さん」などと称している他、2003年に発売されたゲーム作品『激闘プロ野球 水島新司オールスターズVSプロ野球』では『ドカベン』の里中智を明に代わり演じている。
いわゆる"第二次声優ブーム"の立役者の一人だったころ、自身のラジオ番組『イクエと明のはなきんパーティー』で"おにぎり仮面"のニックネームを付けられた（当時長髪であったため、その髪型からの由来）。また当時同番組では、「アホといわれようとも!瞬間湯沸器といわれようとも!」というギャグもあった。
『探偵レミントン・スティール』に関しては「本当に面白い、お洒落で素敵な大人のコメディー。今でも沢山の皆様に楽しんでいただきたい作品」と評しており、30年以上経過した現在も当時の出演者・スタッフ一同交流が続いているという。また、同作の収録中にブロスナンが007を演じるという情報が入った際には「ぜひ演じさせていただきたい」と思ったと述懐している。なお、この作品も途中降板しており、シーズン3からは関俊彦に役を譲っている。

## 代役・後任
自身のスケジュールやポリシー、製作側の予算の都合などの諸問題から持ち役を降板、辞退していた時期があり、過去に演じたキャラクターの再演にも代役が立てられるケースが多い。ただし、例外として一部の役には復帰しているものもある。
なお、他の声優陣も総入れ替えされた作品はこの趣旨から外れるため、この表には記載しない。
| 代役・後任 | 役名                                       | 作品                                                          | 後任の初出演 |
| ---------- | ------------------------------------------ | ------------------------------------------------------------- | --- |
| 古谷徹     | ナレーター                                 | 『カーグラフィックTV』                                        | 第2期 |
| 大塚芳忠   | ケーリー・マホニー                         | 『ポリスアカデミー』                                          | 『ポリスアカデミー2 全員出動!』                                                                                  |
| 千葉繁     | ガーリックJr.                              | 映画版『ドラゴンボールZ』                                     | テレビ版『ドラゴンボールZ』                                                                                      |
| 横島亘     | ジェームズ・ボンド（ピアース・ブロスナン） | 「007シリーズ」ソフト版                                       | 『ワールド・イズ・ノット・イナフ』                                                                               |
| 古川登志夫 | キン肉スグル                               | 『キン肉マン』                                                | 『キン肉マンII世』                                                                                               |
| 子安武人   | 冴羽獠                                     | 『シティーハンター』                                          | 「パチスロシティーハンター」                                                                                     |
| 子安武人   | 面堂終太郎                                 | 『うる星やつら』                                              | 『Pうる星やつら〜ラムのLoveSong〜』                                                                              |
| 神谷浩史   | 里中智                                     | 『ドカベン』                                                  | 『激闘プロ野球 水島新司オールスターズVSプロ野球』                                                                |
| 平川大輔   | ドノバン・ベイリー                         | 『名探偵ポワロ』第1シリーズ第5話「4階の部屋」                 | 完全版DVD追加録音部分                                                                                            |
| 河本邦弘   | ケンシロウ                                 | 『北斗の拳』                                                  | 『北斗の拳 格闘ゲーム版』                                                                                        |
| 大川透     | イアーゴ                                   | 『アラジン』                                                  | DVD版特典映像 |
| 小山力也   | 毛利小五郎                                 | 『名探偵コナン』                                              | 第553話 |
| 堀秀行     | 黒十字王                                   | 『ゴーカイジャー ゴセイジャー スーパー戦隊199ヒーロー大決戦』 | 『仮面ライダー×スーパー戦隊 スーパーヒーロー大戦』                                                               |
| 稲田徹     | 黒十字王                                   | 『ゴーカイジャー ゴセイジャー スーパー戦隊199ヒーロー大決戦』 | 『ネット版 仮面ライダー×スーパー戦隊×宇宙刑事 スーパーヒーロー大戦乙!〜Heroo!知恵袋〜あなたのお悩み解決します!』 |
| 真殿光昭   | α星ドゥベのジークフリート                  | 『聖闘士星矢』                                                | 『聖闘士星矢 ソルジャーズ・ソウル』                                                                              |

## 出演
太字はメインキャラクター。

### テレビアニメ
1970年
- いなかっぺ大将（クラスメート、門弟、見物人、ひろし、マイク、一郎、まさみ）
- 魔法のマコちゃん（少年C、千吉）

1971年
- 赤き血のイレブン（屋島佐介）
- ふしぎなメルモ（加藤太郎）

1972年
- 海のトリトン（海鳥）
- 樫の木モック（村人、マルコ、マリオ、子供、人形 他）
- 科学忍者隊ガッチャマン（ロミナ）
- 国松さまのお通りだい（村人C、一郎、木下、空手部員、中川公彦、ガキ、小山）
- 天才バカボン

1973年
- 空手バカ一代（1973年 - 1974年、有明省吾）
- けろっこデメタン（アオ太郎）
- 荒野の少年イサム（1973年 - 1974年、イサム）
- 新造人間キャシャーン（アンドロイドロボット5号）
- ゼロテスター（1973年 - 1974年、吹雪シン）
- ドラえもん（日本テレビ版）
- バビル2世（バビル2世）
- ミラクル少女リミットちゃん（栗本ジュン）

1974年
- アルプスの少女ハイジ
- 宇宙戦艦ヤマト（1974年 - 1981年、加藤三郎、加藤四郎） - 3シリーズ
- ゲッターロボ（1974年 - 1976年、流竜馬〈リョウ〉） - 2シリーズ
- 昆虫物語 新みなしごハッチ
- 魔女っ子メグちゃん

1975年
- アラビアンナイト シンドバットの冒険（アリババ）
- 一休さん（哲斉〈2代目〉、ときぞう）
- 少年徳川家康（又五郎）
- タイムボカン（王子、イソッチ）
- 勇者ライディーン（1975年 - 1976年、ひびき洸）

1976年
- ゴワッパー5 ゴーダム（戸川一郎）
- 大空魔竜ガイキング（1976年 - 1977年、ツワブキサンシロー）
- 超電磁ロボ コン・バトラーV（山本一夫、川上健二）
- ブロッカー軍団IVマシーンブラスター（発田一郎、健）
- マシンハヤブサ（ウィル・プラーク、ビル・ゲイラ、暴走族）
- UFOロボ グレンダイザー（ひろし、少年コマンド隊アインス）

1977年
- あしたへアタック!（伏島一郎）
- 合身戦隊メカンダーロボ（ジミー・オリオン）
- ジェッターマルス（アディオス）
- 超スーパーカー ガッタイガー（1977年 - 1978年、エリック・ベルゲン）
- ドカベン（1977年 - 1979年、里中智）
- 氷河戦士ガイスラッガー（ミト・カヤ）
- ヤッターマン（サスケ）
- 惑星ロボ ダンガードA（1977年 - 1978年、タクマ）

1978年
- 家なき子（マルカーノ）
- 宇宙海賊キャプテンハーロック（1978年 - 1979年、台羽正）
- キャプテン・フューチャー
- 恐竜大戦争アイゼンボーグ（斉木俊介）
- 女王陛下のプティアンジェ（ハワード）
- 宝島（1978年 - 1979年、パピー）
- 闘将ダイモス（1978年 - 1979年、竜崎一矢）
- 魔女っ子チックル（錦三郎）

1979年
- あしたの勇者たち（一本気蹴太）
- アニメーション紀行 マルコ・ポーロの冒険（チャパンドゥ）
- SF西遊記スタージンガー（モーリー）
- 円卓の騎士物語 燃えろアーサー（1979年 - 1980年、アーサー） - 2シリーズ
- がんばれ!ぼくらのヒットエンドラン（麻呂）
- 銀河鉄道999（プライダー）
- ゼンダマン（テセウス、忠敬）

1980年
- 宇宙戦士バルディオス（デグラス）
- 太陽の使者 鉄人28号（ジョー）

1981年
- 鉄腕アトム（第2作）（ゼウース）
- 百獣王ゴライオン（1981年 - 1982年、シンクライン皇太子、クローンシンクライン）
- ヤットデタマン（ミケランジェロ）

1982年
- うる星やつら（1982年 - 1986年、面堂終太郎）
- ゲームセンターあらし（戸符）
- 最強ロボ ダイオージャ（代官子息・ウルダ）
- 超時空要塞マクロス（1982年 - 1983年、ロイ・フォッカー）
- パタリロ!（1982年 - 1983年、タマネギ21号、クリスチャン博士）

1983年
- 伊賀野カバ丸（1983年 - 1984年、目白沈寝）
- 銀河疾風サスライガー（ロン・グッド）
- キン肉マン（1983年 - 1992年、キン肉マン、キン肉タツノリ） - 2シリーズ
- さすがの猿飛（地頃）
- ナイン（山中健太郎） - 2シリーズ
- プラレス3四郎（ビル・トーマス）
- まんが日本史（森蘭丸）
- 未来警察ウラシマン（クロード）

1984年
- オヨネコぶーにゃん（1984年 - 1985年、オヨヨネコ）
- キン肉マン 決戦!!7人の超人VS宇宙野武士（キン肉マン）
- GU-GUガンモ（沢田巡査）
- 北斗の拳（1984年 - 1988年、ケンシロウ） - 2シリーズ
- 名探偵ホームズ（技師）
- らんぽう

1985年
- 夢の星のボタンノーズ（チクタクボン）

1986年
- 青春アニメ全集「伊豆の踊子」（水島）
- めぞん一刻（1986年 - 1988年、三鷹瞬、三鷹の父）

1987年
- アニメ三銃士（1987年 - 1989年、アトス）
- げらげらブース物語（1987年 - 1988年、ブース〈牛〉）
- シティーハンター（1987年 - 1999年、冴羽獠） - 4シリーズ + 特別編
- 聖闘士星矢（1987年 - 1989年、アルゴル、ジークフリート）
- のらくろクン（王子）

1988年
- ドクター秩父山（秩父山）

1989年
- たいむとらぶるトンデケマン!（1989年 - 1990年、ダンダーン）
- YAWARA!（1989年 - 1992年、風祭進之介、西文字）

1990年
- 八百八町表裏 化粧師（式亭小三馬）
- もーれつア太郎（第2作）（ニャロメ）

1991年
- ゲッターロボ號（1991年 - 1992年、大道剴）

1994年
- 美少女戦士セーラームーン シリーズ（1994年 - 1996年、教授〈土萠創一〉） - 2シリーズ

1995年
- アニメ世界の童話（シンドバッド）
- 空想科学世界ガリバーボーイ（ブルース）

1996年
- 名探偵コナン（1996年 - 2009年、毛利小五郎〈初代〉）
- YAWARA! Special ずっと君のことが…。（風祭）

1997年
- キューティーハニーF（如月猛）

1998年
- 万能文化猫娘（夏目久作）

2000年
- 銀装騎攻オーディアン（哉生正樹）
- BRIGADOON まりんとメラン（クストン・ブラウン）

2001年
- 地球防衛家族（大地衛）
- 破邪巨星Gダンガイオー（天城進 / ダンガイオーUr）

2003年
- 高橋留美子劇場（年男「おやじローティーン」、東雲「日帰りの夢」）

2005年
- アークエとガッチンポーてんこもり（サンタボス）
- エンジェル・ハート（2005年 - 2006年、冴羽獠）

2008年
- ヤッターマン（神谷明）※本人として特別出演

2009年
- ルパン三世VS名探偵コナン（毛利小五郎）

2011年
- おじゃる丸（諸星）※「山田一郎」名義

2012年
- ポヨポヨ観察日記（佐藤茂、ばぁ）

2013年
- DD北斗の拳（2013年 - 2015年、リュウケン、リンゾウ、石原リュウ次郎） - 2シリーズ

2015年
- 神様はじめました◎（僧正坊）

2016年
- こちら葛飾区亀有公園前派出所 THE FINAL 両津勘吉 最後の日（誘拐犯リーダー）

2017年
- 信長の忍び（斎藤道三）

2018年
- ポプテピピック（2018年 - 2021年、ピピ美〈第4話Bパート / 再放送・リミックス版第2話Bパート〉）
- 銀魂.（エリザベス〈ドラゴニア〉）
- タイムボカン 逆襲の三悪人（聖徳太子）

2020年
- EEE探偵社（犬飼エコ蔵、小鹿エマーソン）
- 富豪刑事 Balance:UNLIMITED（仲本長介）
- のりものまん モービルランドのカークン（じっちゃん）
- 戦翼のシグルドリーヴァ（オーディン〈老人〉）

2024年
- キン肉マン 完璧超人始祖編（2024年 - 2025年、キン肉真弓、プリンス・カメハメ） - 2シリーズ

### 劇場アニメ
1975年
- グレートマジンガー対ゲッターロボ（リョウ）
- 劇場版 ゲッターロボG シリーズ（1975年 - 1976年、流竜馬） - 2作品

1977年
- 宇宙戦艦ヤマト（加藤三郎）
- 世界名作童話 白鳥の王子（王子）
- 惑星ロボ ダンガードA対昆虫ロボット軍団（タクマ）

1978年
- 宇宙海賊キャプテンハーロック アルカディア号の謎（台羽正）
- さらば宇宙戦艦ヤマト 愛の戦士たち（加藤三郎）
- チリンの鈴（チリン）
- 惑星ロボ ダンガードA 宇宙大海戦（タクマ）

1980年
- ヤマトよ永遠に（加藤四郎）
- 地球へ…（セキ・レイ・シロエ）

1981年
- 悪魔と姫ぎみ（ヒースクリフ）

1983年
- 宇宙戦艦ヤマト 完結編（加藤四郎）
- 劇場版 うる星やつら シリーズ（1983年 - 1991年、面堂終太郎） - 6作品
- プロ野球を10倍楽しく見る方法（ハラ）

1984年
- 劇場版 キン肉マン シリーズ（1984年 - 1986年、キン肉マン） - 7作品
- 超時空要塞マクロス 愛・おぼえていますか（ロイ・フォッカー）
- 忍者ハットリくん+パーマン 超能力ウォーズ（サイコマン）

1986年
- 11人いる!（タダトス・レーン）
- 北斗の拳（ケンシロウ）

1987年
- 宝島（パピー）

1988年
- 聖闘士星矢 真紅の少年伝説（アトラス）
- めぞん一刻 完結篇（三鷹瞬）

1989年
- アニメ三銃士 アラミスの冒険（アトス）
- ギャラガ HYPER PSYCHIC GEO GARAGA（オンブー）
- 劇場版 シティーハンター シリーズ（1989年 - 2023年、冴羽獠） - 5作品
- ドラゴンボールZ（ガーリックJr.）

1993年
- かいけつゾロリ（ゾロリ）
- Coo 遠い海から来たクー（トニー・ボトムズ）
- Dr.スランプ アラレちゃん んちゃ!ペンギン村より愛をこめて（Dr.マシリト）

1994年
- Jリーグを100倍楽しく見る方法!!（ラモス瑠偉）
- Dr.スランプ アラレちゃん んちゃ!!わくわくハートの夏休み（Dr.マシリト）
- 平成狸合戦ぽんぽこ（玉三郎）

1995年
- はじまりの冒険者たち レジェンド・オブ・クリスタニア（アシュラム）

1997年
- ザ☆ドラえもんズ 怪盗ドラパン謎の挑戦状!（ドラパン）
- 劇場版 名探偵コナン シリーズ（1997年 - 2009年、毛利小五郎） - 13作品

1998年
- スレイヤーズごぅじゃす（ロード・カルバート）

2000年
- The AURORA 海のオーロラ（王玉竜）

2001年
- キン肉マンII世（初代キン肉マン〈スグル〉）

2013年
- 劇場版 銀魂 完結篇 万事屋よ永遠なれ（エリザベス）

2021年
- 映画 おしりたんてい スフーレ島のひみつ（ペペ）
- 神在月のこども（大国主）

### OVA
1985年
- うる星やつら 了子の9月のお茶会（面堂終太郎）
- こちら葛飾区亀有公園前派出所（中川圭一）
- 夢次元ハンターファンドラ（クエ）

1986年
- アウトランダーズ（ナオ）
- うる星やつら アイム THE 終ちゃん（面堂終太郎）
- キン肉マンの交通安全（キン肉マン）
- 那由他（キロ）
- ペリカンロード クラブ・カルーチャ（清水敏満）

1987年
- うる星やつら 夢の仕掛人 因幡くん登場! ラムの未来はどうなるっちゃ!?（面堂終太郎）
- エルフ・17（マスカット・タイラー）
- 破邪大星ダンガイオー（ロール・クラン、第2話ナレーション）
- 火の鳥 宇宙編（牧村）
- マップス 伝説のさまよえる星人たち（エイブ）

1988年
- うる星やつら 怒れシャーベット（面堂終太郎）
- うる星やつら 渚のフィアンセ（面堂終太郎）
- 宇宙家族カールビンソン（ターくん）
- 宇宙の戦士（ズイム軍曹）
- 孔雀王（日光）
- ザナドゥ ドラゴンスレイヤー伝説（ユアン）

1989年
- うる星やつら 電気仕掛けの御庭番（面堂終太郎）
- うる星やつら 月に吠える（面堂終太郎）
- うる星やつら ヤギさんとチーズ（面堂終太郎）
- うる星やつら ハートをつかめ（面堂終太郎）
- 銀河英雄伝説（バグダッシュ中佐）
- ドッグソルジャー DOG SOLDIER:SHADOWS OF THE PAST（ジョン・キョースケ・飛葉）
- 星猫フルハウス（チラク）

1990年
- 江口寿史のなんとかなるでショ!
- 緑山高校 甲子園編（佐田丸）
- 八神くんの家庭の事情（四日市明）

1991年
- うる星やつら 乙女ばしかの恐怖（面堂終太郎）
- うる星やつら 霊魂とデート（面堂終太郎）
- 究極超人あ〜る（鳥坂先輩）
- スケバン刑事（神恭一郎）
- スローステップ（山桜監悟）
- ロードス島戦記（アシュラム）

1992年
- 万能文化猫娘（夏目久作）
- HUMANE SOCIETY 〜人類愛に満ちた社会〜（ディレクター）

1994年
- おたくの星座（インドラ）

1995年
- YAMATO2520（リキヤード少佐）

1996年
- レジェンド・オブ・クリスタニア（アシュラム）

1998年
- 支配者の黄昏 TWILIGHT OF THE DARK MASTER（晃龍）
- 真（チェンジ!!）ゲッターロボ 世界最後の日（ナレーション）
- 万能文化猫娘DASH（夏目久作）

1999年
- 青山剛昌短編集 夏のサンタクロース（グレイ）
- 青山剛昌短編集2 探偵ジョージのミニミニ大作戦（桐島祥二）
- 名探偵コナン 科学館 謎の招待状事件（毛利小五郎）

2000年
- 名探偵コナン コナンvsキッドvsヤイバ 宝刀争奪大決戦!!（毛利小五郎）
- 名探偵コナン インターネット謎のメール事件（毛利小五郎）

2001年
- 名探偵コナン ピラミッドからの挑戦状！（毛利小五郎）

2002年
- マクロス ゼロ（ロイ・フォッカー）
- 名探偵コナン 16人の容疑者!?（毛利小五郎）

2005年
- 名探偵コナン 標的は小五郎!!探偵団マル秘追跡レポート（毛利小五郎）

2006年
- 名探偵コナン 消えたダイヤを追え! コナン・平次vsキッド!（毛利小五郎）

2007年
- 名探偵コナン 阿笠からの挑戦状! 阿笠vsコナン&少年探偵団（毛利小五郎）

2008年
- 名探偵コナン 女子高生探偵 鈴木園子の事件簿（毛利小五郎）

2009年
- 名探偵コナン 10年後の異邦人（毛利小五郎）
- 名探偵コナン MAGIC FILE3 新一と蘭・麻雀牌と七夕の思い出（毛利小五郎）

2010年
- うる星やつら ザ・障害物水泳大会（面堂終太郎）

### Webアニメ
- 花のずんだ丸（2013年、校長、カシラ[187]）

### ゲーム
1989年
- レッドアラート（ガイ・カザマ）※PCエンジン

1990年
- うる星やつら STAY WITH YOU（面堂終太郎）
- 熱血高校ドッジボール部サッカー編（くにお）

1991年
- R-TYPE COMPLETE CD（リョウ・ミナモト）※PCエンジンSUPER CD-ROM2版

1992年
- 電忍アレスタ
- ドラゴンナイトII（ヤマトタケル）※PCエンジン版
- YAWARA!（風祭）

1993年
- 天外魔境 風雲カブキ伝（永遠のサングエ）

1994年
- うる星やつら 〜ディア マイ フレンズ〜（面堂終太郎）
- ドラゴンナイトIII（ヤマトタケル）※PCエンジン版
- ぽっぷるメイル（ブラッキィ）※PCエンジン版
- YAWARA!2
- ロードス島戦記 英雄戦争（アシュラム）
- ロードス島戦記2（アシュラム）※PCエンジン版

1995年
- ドラゴンナイト&グラフィティ（ヤマトタケル）
- 北斗の拳 シリーズ（1995年 - 2013年、ケンシロウ） - 13作品
- リンダキューブ（ヒューム）

1996年
- ガチャ王
- 第4次スーパーロボット大戦S（流竜馬、竜崎一矢、ひびき洸）
- 新スーパーロボット大戦（流竜馬、ひびき洸、ツワブキ・サンシロー）
- トバルNo.1（グリン・カッツ）
- ラングリッサーIII（ディハルト）

1997年
- スーパーロボット大戦F / F完結編（1997年 - 1998年、流竜馬） - 2作品
- ドラゴンナイト4（ヤマトタケル） - PC-FX版
- トバル2（グリン・カッツ）
- 桃太郎道中記（実況、大悪魔）

1998年
- サクラ大戦2 〜君、死にたもうことなかれ〜（京極慶吾）
- 名探偵コナン（小五郎、子分）

1999年
- 宇宙戦艦ヤマト 遥かなる星イスカンダル（加藤三郎）
- ゲッターロボ大決戦!（流竜馬、ナレーション）
- 70年代風ロボットアニメ ゲッP-X（百舌鳥恵一）
- 続・御神楽少女探偵団 〜完結編〜（常盤省吾）

2000年
- さらば宇宙戦艦ヤマト 愛の戦士たち（加藤三郎）
- スーパーロボット大戦α / for DC（2000年 - 2001年、流竜馬、ひびき洸、ロイ・フォッカー） - 2作品
- 名探偵コナン 3人の名推理（毛利小五郎）

2001年
- アドベンチャーオブ東京ディズニーシー 〜失われた宝石の秘密（イアーゴ）
- スーパーロボット大戦α外伝（流竜馬、ひびき洸、ロイ・フォッカー）

2002年
- キングダム ハーツ（イアーゴ）
- キン肉マンII世 新世代超人VS伝説超人（キン肉スグル）
- スーパーロボット大戦IMPACT（流竜馬、ひびき洸、ロール・クラン）
- スーパーロボット大戦Scramble Commander（流竜馬、ひびき洸）
- 第2次スーパーロボット大戦α（流竜馬、竜崎一矢、ツワブキ・サンシロー）
- バトルフィールド（日本兵）
- 名探偵コナン 最高の相棒（毛利小五郎）
- UNiSON（ダンス先生）
- ライジンピンポン（ライジ）

2004年
- スーパーロボット大戦MX / MXP（2004年 - 2005年、流竜馬、竜崎一矢、ひびき洸） - 2作品
- 名探偵コナン 大英帝国の遺産（毛利小五郎）

2005年
- 第3次スーパーロボット大戦α 終焉の銀河へ（流竜馬、竜崎一矢、ツワブキ・サンシロー、ひびき洸、ロイ・フォッカー）

2006年
- Another Century's Episode 2（ロイ・フォッカー）
- キン肉マン マッスルグランプリ（キン肉マン）
- キン肉マン マッスルグランプリMAX（キン肉マン）
- キン肉マン マッスルジェネレーションズ（キン肉マン、キン肉マン 戦闘スタイル）

2007年
- Another Century's Episode 3 THE FINAL（ロイ・フォッカー）
- キン肉マン マッスルグランプリ2（キン肉マン）
- スーパーロボット大戦Scramble Commander the 2nd（流竜馬、ひびき洸、ロイ・フォッカー）
- 名探偵コナン 追憶の幻想（毛利小五郎）

2008年
- キン肉マン マッスルグランプリ2 特盛（キン肉マン）
- スーパーロボット大戦A ポータブル（流竜馬、竜崎一矢）
- スーパーロボット大戦Z（流竜馬）
- マクロスエースフロンティア（ロイ・フォッカー）

2009年
- マクロスアルティメットフロンティア（ロイ・フォッカー）

2010年
- Another Century's Episode:R（ロイ・フォッカー）

2011年
- マクロストライアングルフロンティア（ロイ・フォッカー）

2013年
- ドラゴンボールヒーローズ（2013年 - 2019年、ガーリックJr.） - 5作品

2014年
- 100&メダル GINGAAAN!!

2017年
- キン肉マン マッスルショット（タイトルコール）

2019年
- JUMP FORCE（冴羽獠）
- クロス×ロゴス（冴羽獠）

2023年
- 八月のシンデレラナイン（近藤咲の父）
- 超探偵事件簿 レインコード（ナンバー1）
- スーパーロボット大戦DD（2023年 - 2025年、ひびき洸、竜崎一矢）

2024年
- GUILTY GEAR -STRIVE-（パラケルス）

2025年
- スーパーロボット大戦Y（ひびき洸）

### パチンコ・パチスロ
- CR爆笑モアイ（モアイ）
- CRシティーハンター（冴羽獠）
- CRぱちんこキン肉マン（キン肉スグル〈キン肉マン〉）
- パチスロキン肉マン「パチスロキン肉マン〜キン肉星王位争奪編〜」（キン肉スグル〈キン肉マン〉）
- パチスロシティーハンター（冴羽獠）
- 北斗の拳（ケンシロウ）※初代パチスロ北斗の拳・CR北斗の拳S

### 吹き替え

#### 担当俳優
ギルバート・ゴットフリード
- アラジン（イアーゴ）
  - アラジン ジャファーの逆襲（イアーゴ）
  - アラジン完結編 盗賊王の伝説（イアーゴ）
  - アラジンの大冒険（イアーゴ）

- おやゆび姫 サンベリーナ（バークレー・ビートル）

ピアース・ブロスナン
- 探偵レミントン・スティール（レミントン・スティール）※日本テレビ版、第1シーズン〜第2シーズンの計42話分
- 007シリーズ（ジェームズ・ボンド）
  - 007 ゴールデンアイ※ソフト版
  - 007 トゥモロー・ネバー・ダイ※ソフト版
  - 007 ワールド・イズ・ノット・イナフ※バラエティ番組にて冒頭シーンのみ

- ダンテズ・ピーク（ハリー・ドルトン）※ソフト版
- テロリスト・ゲーム（マイケル・グラハム）※機内版

#### 映画
- 愛と青春の旅だち（トッパー・ダニエルス〈デヴィッド・カルーソ〉）※フジテレビ版
- アイズ（ジョン・ネヴィル〈トミー・リー・ジョーンズ〉）
- イエスタデイ（マシュー〈ヴィンセント・ヴァン・パタン〉）※日本テレビ「水曜ロードショー」版
- 王子と乞食（エドワード〈マーク・レスター〉）
- 俺たちに明日はない（配達員）※テレビ朝日版
- ガールズ（ピーター・ジェンキンス）※フジテレビ版
- ガン・ホー（高原カズヒロ〈ゲディ・ワタナベ〉）※フジテレビ版（DVD収録）
- グローリー（ロバート・グールド・ショー大佐〈マシュー・ブロデリック〉）※ソフト版
- ゴールデン・チャイルド（チャンドラー・ジャレル〈エディ・マーフィ〉）※機内上映版
- 個人授業（ボビー〈マット・ラッタンジー〉）
- 再会の街/ブライトライツ・ビッグシティ（ジェイミー・コンウェイ〈マイケル・J・フォックス〉）
- 最前線物語（グリフ〈マーク・ハミル〉）※TBS版
- シティーハンター THE MOVIE 史上最香のミッション（モッコリー[195]、精神分析医）
- ジョンとメリー
- スター・ウォーズ エピソード4/新たなる希望（ルーク・スカイウォーカー〈マーク・ハミル〉）※「THE STORY OF THE STAR WARS」版
- 潜水艦X-1号（クエンチン〈ポール・ヤング〉）※テレビ朝日版（DVD収録）
- テキーラ・サンライズ（マック/マキュージック〈メル・ギブソン〉）※ビデオ版
- バッドボーイズ（マーカス〈マーティン・ローレンス〉）※フジテレビ版
- パリは燃えているか
- ピクセル（エディ・プラント〈ピーター・ディンクレイジ〉[196]）
- ビッグ・ウェンズデー（ジャック〈ウィリアム・カット〉）
- フィラデルフィア・エクスペリメント（デビッド・ハーデック〈マイケル・パレ〉）※フジテレビ版
- フェイス/オフ（ショーン・アーチャー〈ジョン・トラボルタ〉[197]）※DVD・ビデオ版
- フォード・フェアレーンの冒険（フォード・フェアレーン〈アンドリュー・ダイス・クレイ〉）
- 復讐の用心棒（ネッド〈マウリツィオ・ボニ〉）※TBS版（DVD収録）
- 普通の人々（コンラッド〈ティモシー・ハットン〉）
- プライベイトスクール（ジム〈マシュー・モディーン〉 [198]）※フジテレビ版
- 北斗の拳（ケンシロウ〈ゲイリー・ダニエルズ〉[199]）
- ポリスアカデミー（ケーリー・マホニー〈スティーヴ・グッテンバーグ〉）※TBS版（BD&DVD収録）
- マドモアゼル（ブルーノ〈キース・スキナー〉）
- マペットめざせブロードウェイ!（カーミット〈ジム・ヘンソン〉）※CBS/FOXビデオ版
- メン・イン・ブラック2（ニーブル）※ソフト版
- 燃えよデブゴン3（ズル虎/タイガー〈ラウ・カーウィン〉）※フジテレビ版
- ヤング・シャーロック/ピラミッドの謎（シャーロック・ホームズ〈ニコラス・ロウ〉[200]）※機内上映版
- 夜の刑事（ミーノ〈マウリツィオ・ボヌリア〉）※テレビ朝日版
- ラビリンス/魔王の迷宮（サー・ディディモス）※フジテレビ版
- ロボフォース 鉄甲無敵マリア（セイビャー〈ベン・ラム〉）※VHS版

#### テレビドラマ
- 刑事コジャック ニューヨーク300万ドル事件!
- 爆発!デューク（ボー・デューク〈ジョン・シュナイダー〉）※フジテレビ放送版
- 名探偵ポワロ 4階の部屋（ドノバン）※NHK版

#### アニメ
- 美しい森の物語〜王子とマリア姫〜（王子）
- 宇宙家族ジェットソン（ジョージ・ジェットソン）※VHS版
- キャプテン・アメリカ（キャプテン・アメリカ）
- スター・ウォーズ ドロイドの大冒険（マンゴ・バオバブ）※VHS版
- ライオン・キングのティモンとプンバァ（ピンクのテット）

#### 人形劇
- フラグルロック（ゴーボー・フラグル〈ジェリー・ネルソン〉）※NHK版

### テレビドラマ
- 戦国自衛隊・関ヶ原の戦い（2006年、日本テレビ） - ナレーター
- よってこ てんてこ め江戸かふぇ（2013年1月、サンテレビジョン） - じい2、ナレーター 他
- キン肉マン THE LOST LEGEND（2021年、WOWOW） - 声の出演

### ウェブドラマ
- ＃声だけ天使（2018年1月22日、AbemaTV） - 特別講師：神谷明 役[201]

### テレビ番組
- 理科教室中学校1年生（1971年度、NHK教育） - おにいさん
- いただきマッスル!（中京テレビ） - 天の声（ナレーション）
- オレたちひょうきん族（フジテレビ） - ひょうきんスター誕生司会
- 快進撃TVうたえモン（フジテレビ）
- カーグラフィックTV（1986年頃まで） - 初代ナレーター
- 紅白歌合戦（第66回 2015年12月31日、NHK）（『アニメ紅白』、ケンシロウの声）
- さわやか彩の国（テレビ東京で放送された埼玉県広報番組のナレーション）
- 週刊プレイガール（テレビ朝日） - ナレーション
- お笑いワイドショー マルコポロリ!（2009年11月22日放送分、関西テレビ）
- プレミアムスウィッチ（2010年9月26日放送分、日本テレビ） - ゲスト〈顔出し〉
- 関口宏のびっくりトーク ハトがでますよ! - ナレーション
- 花の女子校 聖カトレア学園（テレビ東京） - ナレーション
- 怪傑黄金時間隊!!（TBS） - ナレーション
- テレビ寺子屋（2011年1月15・29日放送分、テレビ静岡） - 講師
- トリビアの泉 〜素晴らしきムダ知識〜
  - 「ファミコンを武器に戦うマンガがある」（2004年6月16日、ファミコマンド竜）
  - ケンシロウの台詞に存在したトリビアの解説（2004年12月8日）
  - 副音声ナレーター（2006年5月3日）
- ニッポン快汗マップ ガムシャラ十勇士!!（ナレーション）
- 初笑い浪花の陣第1部 クイズコーナー（1998年 - 2001年、朝日放送） - 出題者〈出演〉
- BSアニメ主題歌大全集2008（2008年5月6日、NHK BS2） 『キン肉マンGOFight!』（串田アキラ with 神谷明）
  - 『キン肉マンGOFight!』を、串田とデュエットで歌う。
- ぶらり途中下車の旅（2011年8月20日） - ナレーション ※夏季休暇中の滝口順平の代理
- シルシルミシルさんデー
  - （2011年4月11日、ホイールローダーの声）
  - （2012年10月7日、メロンシロウの声）
  - （2013年6月30日、ケンシローソン100の声）
- 我思う、故に我ラーメンII（2013年2月28日、HTB） - 水木一郎と共にゲスト出演
- DJモノフェスタ（フジテレビ） - ナレーション
- SWITCHインタビュー 達人達（2016年2月27日、NHK教育）
- ぼくらはマンガで強くなった「誰だってヒーローになれる!キン肉マン」（2016年12月9日、NHK BS1）
- 激!今夜もドル箱（2017年3月28日・9月12日、テレビ東京）
- さまぁ〜ずの神ギ問（2018年8月18日、フジテレビ）
- 痛快!明石家電視台（2018年9月3日、毎日放送）
- 激撮!愛知県警密着24時〜カネと欲の大追跡SP〜（2019年2月2日、テレビ愛知） - ナレーション
- 劇場版「シティーハンター」公開記念特番ミュージック・シティーハンター（2019年2月5日、日本テレビ）
- 忘れじのカルチャー倶楽部 クラッキクロニクル 〜タイムマシンに気をつけろ!〜（2019年9月19日、BSスカパー!）
- かまいたちの机上の空論城（2020年11月20日、関西テレビ）※声のみの出演
- 踊る!さんま御殿!!（2021年11月23日、日本テレビ）
- 相席食堂（2022年11月15日、朝日放送テレビ）
- ぎゅーどろいど ウシ右衛門 （2023年2月5日 - 2023年2月26日、山陰放送） - ウシ右衛門（二代目）[202]

### 映画
- 日本沈没（1973年、自衛隊、警察無線の声）
- さらば愛しの大統領（2010年、本人役）
- その声のあなたへ（2022年）[203]
- シティーハンター（2024年、ニュースキャスター）

### 特撮
- ミラーマン（1971年、戦闘機パイロットの声）※第23話
- SFドラマ 猿の軍団（1974年、酒場の猿の声）
- がんばれ!!ロボコン（1974年、ロボデキの声）
- アクマイザー3（1976年、バスカルの声）
- 印刷せよ!共信マン（1980年代、 共信マンの声）
- スーパー戦隊シリーズ
  - 超力戦隊オーレンジャー（1995年、ガンマジンの声）
  - 超力戦隊オーレンジャー オーレVSカクレンジャー（1996年、ガンマジンの声）
  - ゴーカイジャー ゴセイジャー スーパー戦隊199ヒーロー大決戦（2011年、黒十字王の声）
- キューティーナイト2（1996年、 帝国屋大首領役）
- ボイスラッガー（1999年、将軍γ役）

### 人形劇
- ざわざわ森のがんこちゃんスペシャルショー（ボンボン）※特別出演
- ひょっこりひょうたん島 リメイク版（バックミラー）
- プリンプリン物語（ボンボン、ゼロゼロセブン・ヘンナキブン、ルチ将軍）
- 紅孔雀（コテモク、浮寝丸）

### ラジオ
※はインターネット配信。
- ラジオマンジャック（2020年 準レギュラー 第2土曜日 - 、NHK-FM）
- うきうきワイド こんにちワ神谷明です（TBSラジオ）
- 神谷明のエキサイト歌謡曲（TBSラジオ）
- 小学生チャレンジ放送局（TBSラジオ）
- ラジオ劇画傑作シリーズ『少年の町ZF』（真庭典明）
- 明・めぐみのドリーム・ドリーム・パーティ（文化放送）
- 榊原郁恵と神谷明の娘ざかり青春ベストテン（ニッポン放送）[22]
- イクエと明のはなきんパーティー （ニッポン放送） - 榊原郁恵とダブルMC
- 神谷明のオールナイトニッポン≪金曜2部≫（ニッポン放送）[22]
- ラジオ漫画館（ニッポン放送）松本零士と担当。
- オールナイトニッポンスペシャル 仮面ライダー10号誕生記念・石森章太郎のオールナイトニッポン内のラジオドラマ『仮面ライダーZX』（村雨良 / 仮面ライダーZX）
- OH!サンデー ミッチとアキラの底抜け日曜拳銃（ニッポン放送）[22]
- レコパル音の仲間たち（FM東京）
- ベストリクエスト（FM東京）[22]
- XYZ Ryo's Bar（FM NACK5）
- 神谷明 TALK!×3（2018年[204] - 2020年、CBCラジオ）
- 神谷明・日高のり子 TALK!×3（2020年 - 2023年、CBCラジオ）
- ナデシコですから（ABCラジオ） - 山泉仙六 役
- サイボーグ009（009 / 島村ジョー）
- 神谷明リターンズ!（2001年 - 2005年、AII※・ラジ@※）
- 神谷明ホットビートパーティー（2005年 - 、冴羽商事※）

### CD
- インフェリウス惑星戦史外伝 CONDITION GREEN（フィリップ・エミット准将）
- エンジェル・ハート ドラマCDブック（冴羽獠）
- 究極超人あ〜るシリーズ（鳥坂先輩）
- 筋肉少女帯（筋肉少女帯と水木一郎）『221B戦記』（語り）
- キン肉マンのザ・ヒット・パレード 超人の歌ベスト20（キン肉マン）
- CDシアター ドラゴンクエストIII、V（カンダタ、パパス）
- CDドラマコレクションズ 三國志（馬超孟起）
- ザ・キング・オブ・ファイターズ'94（リョウ・サカザキ）
- シティーハンターシリーズ
  - シティーハンター ドラマテックマスター2（神谷のソロ曲および伊倉一恵とのデュエット・ミニドラマ収録）
  - シティーハンター ドラマCDブック 恐怖のエンジェルダスト編（冴羽獠）
  - シティーハンター ドラマCDブック編 哀しい天使（冴羽獠）
- スーパーロボット大戦F（プレイステーション版）購入特典CD（神谷教官）
- 蒼天の拳 ドラマCDブック（霞拳志郎）
- 天外魔境シリーズ
  - 天外魔境 風雲カブキ伝 オリジナル・サウンドトラック（劇中歌［永遠のサングエ］）
  - CDドラマ 天外魔境（1） 風雲カブキ伝 アメリケン異聞 凱旋公開!カブキ伝顛末記（永遠のサングエ）
- ドラマCD「ロックマン危機一髪」（メカザウルス、ナレーション）
- はるか遠き国の物語（アラム・ディーン）
- ピエールと魔法の杖（ゼフォー）
- 北斗の拳 ORIGINAL SONGS（「KEN -北斗星-」「荒野の風」） - 本人名義で収録
- 北斗の拳 ORIGINAL SONGS（「枯れた大地」） - ケンシロウ名義で収録
- 真冬の流れ星（1997年12月17日、WITH YOUとして）
- 未来放浪ガルディーン 大歌劇（ベリアル）

### レコード
- 全て日本コロムビアからリリースされた。

#### シングル
| # | 発売日      | A/B面 | タイトル                     | 作詞       | 作曲                | 編曲         | 規格品番 |
| - | ----------- | ----- | ---------------------------- | ---------- | ------------------- | ------------ | -------- |
| 1 | 1978年 11月 | A面   | 天駆ける夢                   | 松本零士   | 東海林修            | 東海林修     | CK-516   |
| 1 | 1978年 11月 | B面   | ザ・コクピットのテーマ       | -          | 東海林修            | 東海林修     | CK-516   |
| 2 | 1979年 2月  | A面   | 旅人ひとり                   | 葛西幸雄   | 竹尾智晴            | 青木望       | CK-520   |
| 2 | 1979年 2月  | B面   | マイ・ウェイ                 | 中島潤     | C.Francois J.Revaux | 青木望       | CK-520   |
| 3 | 1979年 3月  | A面   | 妹へ                         | 藤公之介   | 田辺信一            | 田辺信一     | CK-525   |
| 3 | 1979年 3月  | B面   | ふりむかないで…              | 藤公之介   | 田辺信一            | 田辺信一     | CK-525   |
| 4 | 1979年 8月  | A面   | カム・オン・ザ・ドリーム     | 黒木一由   | 柴公二              | 川上了       | CK-541   |
| 4 | 1979年 8月  | B面   | 今こそ                       | 石山透     | 馬飼野康二          | 川上了       | CK-541   |
| 5 | 1980年 5月  | A面   | ミス・スニーカー             | 海野洋司   | 深野義和            | 田辺信一     | CK-563   |
| 5 | 1980年 5月  | B面   | まわり灯篭                   | 海野洋司   | 深野義和            | 田辺信一     | CK-563   |
| 6 | 1981年 7月  | A面   | 四丁目への旅                 | 海野洋司   | 森田公一            | 小野崎孝輔   | CH-102   |
| 6 | 1981年 7月  | B面   | ハッピーバースディ・トゥミー | 海野洋司   | 深野義和            | 小野崎孝輔   | CH-102   |
| 7 | 1982年 10月 | A面   | 家路スターダスト             | 大津あきら | 深野義和            | 久石譲       | AH-269   |
| 7 | 1982年 10月 | B面   | メモリーズ                   | 大津あきら | 深野義和            | 久石譲       | AH-269   |
| 8 | 1983年 11月 | A面   | ハート・ウォーカー           | 康珍化     | 風戸慎介            | スワミヒロシ | CK-701   |
| 8 | 1983年 11月 | B面   | Brother                      | 康珍化     | 風戸慎介            | スワミヒロシ | CK-701   |

#### デュエット・シングル
| 発売日     | デュエット | A/B面 | タイトル               | 作詞       | 作曲     | 編曲     | 規格品番 |
| ---------- | ---------- | ----- | ---------------------- | ---------- | -------- | -------- | -------- |
| 1979年 3月 | 堀江美都子 | A面   | Oh!Sunday 青春は日曜日 | 伊藤アキラ | 萩田光雄 | 萩田光雄 | CK-522   |
| 1979年 3月 | 堀江美都子 | B面   | 日曜の翼               | 伊藤アキラ | 萩田光雄 | 萩田光雄 | CK-522   |

#### アルバム
1. 青春のモノローグ（1979年 / CQ-7030）
2. まわり灯篭〜青春の伝説（1980年 / CQ-7049）
3. 夜明けのセーリング（1981年 / CX-7028）

### CM
特記のない限りは、全てナレーションである。
- ポピー 『超合金・ポピニカ』
- ロート製薬 『薬用キャンパスリップほそみ』
- キリンビール（清涼飲料水事業部。現・キリンビバレッジ） 『キリンオレンジ』（1980年）
- ドレミのキャンディー メロディポップス（1983年）
- オートバックス（1984年）
- バンダイ 『キン肉マン マッスルタッグマッチ』（1985年） - キン肉マン役
- 日本物産 『テラクレスタ（ファミリーコンピュータ版）』（1986年）
- バップ 『スーパーリアルベースボール』（1988年）
- バンダイ『ウルトラマン倶楽部 敵怪獣ヲ発見セヨ!』（1990年）
- セガ 『ガンスターヒーローズ（メガドライブ）』（1993年）
- バンプレスト 『第2次スーパーロボット大戦G』（1995年）
- バンプレスト 『北斗の拳（セガ・サターン版）』（1995年）
- バンプレスト 『スーパーロボット大戦F（セガサターン版）』（1997年）
- バンプレスト 『全スーパーロボット大戦 電視大百科』（1998年） - 神谷教官 役（顔出し）
- バンプレスト 『スーパーロボット大戦F（プレイステーション版）（1998年） - 神谷教官 役（顔出し）
- バンプレスト 『スーパーロボット大戦F 完結編（プレイステーション版）』（1999年） - 神谷教官 役（顔出し）
- バンプレスト 『スーパーロボット大戦α』（2000年） - 林原めぐみと共に
- バンプレスト 『スーパーロボット大戦COMPACT for WonderSwanColor』（2001年） - 矢島晶子と共に
- バンプレスト 『スーパーロボット大戦Scramble Commander』（2003年） - 三石琴乃と共に
- すき家 『並盛299円の牛丼祭』（2008年11月末） - キン肉マン役
- バンダイ 『バイオソードBOX』（1984年）
- 東映 『「Fist of the North Star 北斗の拳」ビデオ&LD』（1995年）
- ホンダ 『スクーター DJ1』（1985年）
- 東京ドームシティアトラクションズ（旧後楽園ゆうえんち）（1985年 - 2010年） - スーパー戦隊ショー
- マクドナルド 『サンキューセット』（1987年）
- 山形銀行
- コミュファ（中部電力・KDDI系の光ファイバーインターネット）
- PLランド - キン肉マンキャラクターショー
- 芝政ワールド（2007年夏）
- 西原物産
- 三菱自工 『サイクロンエンジンフェア』（1986年）
- 三菱自工 『ミニカ』（1992年3月）
- ロッテ 『パンチアップ』（1980年代）
- セガ 『ガンスターヒーローズ』（1993年）
- 任天堂 『ゲームボーイウォーズ』（1991年）
- 任天堂 『カービィのピンボール』（1993年）
- 任天堂 『ワイルドトラックス』（1994年）
- 関西電力（1984年） - キン肉マン役
- 簸上清酒 『七冠馬』（2000年代）
- 大阪府遊技業協同組合
- バンダイ 『[ウルトラマン倶楽部 敵怪獣ヲ発見セヨ!』（1990年）
- 東洋水産 『カップ麺 マルちゃん 麺づくり』
- 小林製薬 『熱さまシート』
- パイオニア レーザーディスク 新作LDナレーション
- アートネイチャー お手軽定額増毛パック『Mrping』- 千葉繁と共にナレーション（2014年）
- 映画『バクマン。』努力篇（2015年）[205]
- DeNA 『キン肉マン マッスルショット』（2016年）[206]
- ガンホー・オンライン・エンターテイメント 『パズドラ×キン肉マン』（2016年） - 冒頭のガンホーコールも担当。
- スガイディノス札幌 閉店祭（2019年）
- はま寿司 『大とろ祭り』（2019年6月）
- はま寿司 『うに祭り』（2019年7月24日）
- メルセデス・ベンツ日本 「メルセデス・ベンツAクラスセダン」車で心が震えた篇（2019年7月22日）
- はま寿司 『かき祭り』（2019年9月12日）
- はごろもフーズ『シーチキンチキン』（2019年9月26日） - WebCM、にわとり役[207]
- 焼肉きんぐ（2021年8月20日 - ）
- 広島急送（2024年4月1日 - ） - ラジオCM

### その他コンテンツ
- 第4回アニメグランプリ(1982年4月24日、日本武道館、男優賞(1747票[208])受賞者として[209])
- コンサート(1982年8月1日、渋谷「エッグマン」[210])
- 劇場版 電撃戦隊チェンジマン予告編（ナレーション）
- 聖飢魔II BACK STAGE OF 聖飢魔II〜ウラビデオ〜（ナレーション）
- 電気グルーヴ『Cafe de 鬼（顔と科学）』PV（次回予告ナレーション）
- 2003年阪神タイガース セ・リーグ優勝記念セール（イオン）
- マクドナルド ハッピーセットのおもちゃ 蝶ネクタイ型変声機（毛利小五郎）
- 松井常松『DIVINATIONS』（ナレーション）
- 講談社ビデオ 黒沢元治のAT車運転テクニック（ナレーション）
- ベストモータリング（ナレーション、1989年 - 2005年6月号まで）
- Daydream Tripper（冴羽獠の台詞）
- 東映ビデオ（作品紹介ナレーション）
  - 超光戦士シャンゼリオン
  - パワーレンジャー
- ケータイバンチの着ボイス（霞拳志郎）
- メロディコールのボイス（過去に歌った曲と、ケンシロウと冴羽獠のメロディコール専用のオリジナル台詞）
- オリックス・バファローズのスタジアムアナウンス（2012年7月29日・対北海道日本ハムファイターズ戦にて）
- 趣味どきっ!「一声入魂!アニメ声優塾」[211]（2015年、NHK Eテレ） - 第5回講師
- タカアンドトシの道路バラエティ!? バスドラ（2015年5月26日、テレビ朝日） - 『むりやり同窓CAR（第2弾）』に、難波圭一、堀川りょう、金田朋子と共に出演
- はま寿司
  - 大とろ祭り（2019年6月13日 - 、ナレーション）
  - タッチパネルの声（2019年6月13日 - ）
- キン肉マン連載40周年記念 ストップムービー（2019年6月16日、スペシャルボイス）
- 声優のホンネ 神谷明×千葉繁（2020年10月23日、ファミリー劇場〈YouTube配信、動画配信、テレビ放送〉）※トーク番組。千葉繁と出演[212][213]
- X年後の関係者たち（2022年、BS-TBS）

## 著作

### 単著
- 『きみも声優になれる!!』主婦の友社、1994年。ISBN 4-07-215841-0。
- 『きみも声優になれる!! 完全版』主婦の友社、1997年。ISBN 4-07-222568-1。
- 『神谷明の声優ワンダーランド すべての"声優を志す人"と"声優を愛する人"へ』学習研究社、2001年。ISBN 4-05-602495-2。
- 『声優になるには 初歩からプロの技まで』学研パブリッシング、2009年。ISBN 978-4-05-404340-4。

### 座談集
- 『みんな声優になりたかった 神谷明と25人の声優たち』オプトコミュニケーションズ、1994年。ISBN 4-07-214333-2。
- 『声優ハートフルトーク21』青磁ビブロス、1995年。ISBN 4-88271-342-X。

### 注
1. ↑  「明」の字は親族の名前に由来するという[5]。2021年当時の神谷によると、近所の和尚が付けたと推察しており、3種類の候補から選んだようで「あなたの名前は晩年運だから何があってもがんばりなさい」と言われていたという[5]。
2. ↑  1979年から1981年（1980年は上半期と下半期でそれぞれ受賞）、1983年から1985年、1987年から1990年まで連続で受賞。
3. ↑  山寺は『〈新宿プライベート・アイズ〉』に御国真司役でゲスト出演。
4. ↑  『シティーハンター』関連作品の冴羽獠役など。また、『JUMP FORCE』でも冴羽の再演を果たしたが、ケンシロウ役への復帰登板は叶わず、こちらは小西克幸（後述）が代わりに担当した。
5. ↑  檜山修之が流竜馬を演じた『ゲッターロボ』（アルゼ版パチスロ）や、子安武人、阿部寛、石川英郎、小西克幸、古賀一史、立花慎之介、黒田崇矢らが演じた『北斗の拳』関連作品（『新・北斗の拳』以降）のケンシロウ、山寺宏一が冴羽獠（ニッキー・ラーソン）を演じたフランスの実写映画『シティーハンター THE MOVIE 史上最香のミッション』（ただし、槇村役の田中秀幸と海坊主役の玄田哲章は続投）や、宮野真守がキン肉スグルや面堂終太郎を演じたリメイク版『キン肉マン』やリメイク版『うる星やつら』など。
6. ↑  1 - 548話。2009年9月26日放送日まで担当。
7. ↑  ラジオドラマ「ザ・コクピット」主題歌。
8. ↑  NHKのテレビ人形劇「プリンプリン物語」挿入歌。
9. ↑  フジテレビ系テレビアニメ「未来警察ウラシマン」挿入歌。